# 鈴木鎮一
 鈴木 鎮一（すずき しんいち、1898年10月17日 - 1998年1月26日）は日本のヴァイオリニスト、音楽教育家。ベルリン高等音楽学校教授カール・クリングラーに師事。
スズキ・メソードの創始者であり、世界的には音楽教育家および教育学の理論家として著名で、その教育理論は、日本よりも欧米で、とりわけアメリカ合衆国で高く評価されている。

## 生涯
1898年に愛知県名古屋市に父・政吉と母・良の三男として生れる。父・鈴木政吉は鈴木バイオリン製造の創業者で、1888年（明治21年）よりバイオリン作りを始め、日本で最初のヴァイオリン工場を設立した人物である。そのため幼児期よりヴァイオリンに囲まれる環境に育った。実家は兄弟妹13人（うち2人は夭逝）からなる大家族であり、少年時代は父親の工場へ遊び場の様に出入りしていた。商業学校に入ってからは投手として野球に熱中しつつも、夏休みになると工場で働く様に父に命じられ、バイオリン製作について一通りのことを覚える。
卒業の前年頃、たまたま蓄音機を手に入れて、名バイオリニスト ミッシャ・エルマンが演奏するシューベルトの「アヴェ・マリア」のレコードを買ってきて初めて聴く。それまで兄弟喧嘩をしたときなどに、バイオリンで叩き合うほど身近であった為、バイオリンを玩具のようなものだと思っていた鎮一であったが、このレコードによって初めてプロのバイオリンの音に触れ、バイオリンがその様な美しい音を出すことに非常に驚き、大いに感動する。この時から、音楽・芸術に関心を持つ様になる。その後、エルマンのレコードを買い、ハイドンのメヌエットなど弾けそうな曲から譜面も無しに練習し、兄梅雄の手ほどきもあり、我流ながらもバイオリンを弾く様になる。
1916年（大正5年）、市立名古屋商業学校（現・名古屋市立名古屋商業高等学校）卒業。商業学校を卒業後、父親の方針でバイオリン工場の事務所に勤め、意欲的に働くも2年ほどして体調を崩し、興津へ転地療養する。その後3ヶ月ほどで名古屋へ帰るが、療養先で親しくなった柳田一郎の勧めで徳川義親侯爵の北千島探検（1919年）へ同行することになる。この頃にはバイオリンと鎮一は切っても切れない縁となっており、旅にはバイオリンを持参した。旅に使われた船のサロンにはピアノがあり、旅に同行していたピアニストの幸田延(幸田露伴の妹)の伴奏で鎮一はバイオリンの演奏を披露したりした。その旅の終わり頃、徳川、幸田から正式な音楽の勉強を薦められる。その後、徳川から父・政吉への説得もあり、鎮一は音楽の道に進むこととなった。
1920年（大正9年）に上京、徳川義親侯爵家に寄宿し、ヴァイオリンを安藤幸(幸田延の妹)に師事。1921年（大正10年）、父親の許可を得て、徳川侯爵らの世界一周旅行に同行。その途中でドイツに留まり、最初の3ヶ月は師事すべく先生を選ぶ為、演奏家の音楽会を聴き回る。なかなかつきたいと思う先生が見つからなかったが、ベルリン高等音楽学校の教授であったカール・クリングラー率いるクリングラー・カルテットの演奏会に感動、クリングラーに弟子志願の手紙を出す。かねてから弟子を取らないクリングラーであったが承諾され、師事する。
ベルリン滞在中、鎮一の世話役であった医学者のハンス・ミハエルス教授がアメリカのホプキンス大学の学部長に招聘されることとなった。そのため代わりの後見人役にアルベルト・アインシュタイン博士をミハエルスから紹介される。以後、アインシュタイン博士の世話になり、博士の知友のグループから大きな影響を受けたとされる。鎮一はアインシュタインについてバッハのシャコンヌ（無伴奏ヴァイオリンのためのソナタとパルティータBWV1004-5）を好んでおりヴァイオリンの演奏は自分よりも上手いと思ったという。
ベルリン高等音楽学校の受験には失敗したものの、「空席があれば合格」というコメント付きだった。その後もクリングラー教授の個人的な弟子として約8年間研鑽を積んだ。これに対して日本の才能教育研究会（本部：松本市）はクリングラー教授に学んでいた当時、レッスンの日時や曲目についてやり取りをしたクリングラー教授からの手紙をホームページにて公表している。
また、アインシュタイン博士から贈られた「鈴木鎮一様 思い出に アルベルト・アインシュタイン」と書き添えられた自画像を、交流の証としてホームページで紹介している。
1928年（昭和3年）、ワートラウト鈴木（ヴァルトラウト夫人、Waltraud Prange（1905-2000））と出会い結婚したが、母危篤の知らせを受け帰国。その後兄弟と『鈴木カルテット』を結成して、東京に移転して演奏活動を開始するとともに、国立音楽学校（現国立音楽大学）に出講。1931年（昭和6年）には帝国音楽学校のヴァイオリン教授として、アレクサンドル・モギレフスキーとともに採用される。そのころ鈴木の演奏を聞いて感銘を受けた青年から入門の要請を受けて自宅でも教え始める。諏訪根自子もその頃の弟子の一人である。1931年からは江藤俊哉、豊田耕兒、小林武史、小林健次らの主要な門人を相次いで引き受ける。その名声は日本国中に知れわたり多忙な生活を送ったが、束の間の夏休みには夫妻で軽井沢の別荘を借り、旧知の徳川義親侯爵の別邸を訪ねたり、柳宗悦・柳兼子夫妻に出会い親交を深めるなどして、心地よい夏の午後を過ごした。1938年4月には第6回日本音楽コンクールの審査員を務めている。
第二次世界大戦中、父親のヴァイオリン工場は、水上飛行船を建設する工場に改築された。その結果、アメリカの戦闘機に爆撃され、兄弟の一人が死亡した。この間、鈴木の妻は、元ドイツ市民としての条件があまりにも危険な状態になったときに、鈴木とは別の場所に避難し、工場は木材の供給不足のために苦労していた 。鈴木は田舎の山岳地帯の他の家族と一緒に工場を確保し、妻は他のドイツ人や元ドイツ人が隔離された「ドイツ人の村」に移動しなければならなかった。終戦後、鈴木は新しい音楽学校の発足に招かれ、幼児期からの子供に音楽を教えることを条件に合意した。鈴木は、戦前の生徒の一人である豊田耕兒が戦中に孤児となったことを知って養子縁組し、音楽教育を続けた。鈴木と妻は最終的に再会し、松本に引越して教え続けた。
1955年（昭和30年）、東京都体育館において、当時の皇太子をはじめとする日本の皇族の出席のもと、第1回全国大会「グランドコンサート」開催。2000名の生徒によるヴァイオリンの大合奏の風景は、後に映画『ミュージック・オブ・ハート』において再現されることとなる。1964年（昭和39年）、代表的な10名の児童を連れ、アメリカ合衆国に最初の演奏旅行を行い、アメリカの音楽教育界に衝撃を与える。これ以降、1994年（平成6年）まで30回の訪米が繰り返される。
1975年（昭和50年）、第1回世界大会をハワイ州において開催。1978年（昭和53年）、日米親善コンサートのため100名の児童を率いて渡米、アメリカ側の100名の児童も加わってケネディ・センターで行われたコンサートは、カーター大統領夫妻が招待され、同月カーネギーホールでも同様の演奏が行われる。
1986年（昭和61年）、サントリーホールにて米寿記念コンサート。1991年（平成3年）、イギリスのサンデー・タイムス紙の特集「20世紀をつくった1000人」の中に選ばれる。1994年（平成6年）、サントリーホールにて95歳祝祭コンサート。1996年（平成8年）、鈴木鎮一記念館が開館。1997年（平成9年）、専修学校国際スズキ・メソード音楽院開校。1998年（平成10年）に松本の自宅で99歳で永眠し、世界中の門下生から弔辞が相次いだ。墓所は松本市中山霊園0区。

## 受賞・叙勲
- 1951年 - 第2回 中日文化賞
- 1961年 - 第7回 信毎文化賞
- 1969年 - イザイ賞（ベルギー、ユジェーヌ・イザイ財団）
- 1970年 - 勲三等瑞宝章
- 1973年 - スベクトラ賞（アメリカ・フィラデルフィア、人間能力開発研究所）
- 1976年 - 第6回モービル音楽賞
- 1982年 - 第1回千嘉代子賞（ソロプチミスト日本財団）
- 1982年 - 教育功労章（フランス）
- 1983年 - 国際交流基金賞
- 1985年 - 功労勲章一等功労十字章（ドイツ連邦共和国）
- 1985年 - ヴェネチア賞（イタリア・ヴェネチア賞協会）

## 称号

### 名誉博士号
- 1972年 - アメリカ、ロチェスター大学
- 1980年 - アメリカ、クリーブランド音楽大学
- 1980年 - イギリス、セントアンドリューズ大学
- 1992年 - アメリカ、イサカ大学
- 1993年 - アメリカ、メリーランド大学

### 名誉市民
- 1972年 - カナダ・ウィニペグ市
- 1978年 - アメリカ・ジョージア州アトランタ市
- 1979年 - 長野県松本市
- 1982年 - アメリカ・ルイジアナ州モンロー市

## 鈴木の思想
鈴木の思想は以下のようにまとめられている。
- 才能は生まれつきではない。
- 母語の教育法が、落伍者のない最高の教育法である。
- 人は環境によって育てられる。
- どの子も、育て方次第でよく育つ可能性をもっている。
- 音楽教育は言葉の教育と同じ、まず耳から育てる。（言葉もまず話せるようになってから読み書きを学ぶ。）
- より早い時期、より良い環境が大切である。
- 経験の繰り返しによって、能力が育つ。
- 親と教師をはじめとする社会的環境は、高い水準に保たれるべきであり、子供の成長にとってより良い環境を提供できるように向上し続けなければならない。
- 指導法および学習方法は、まず良いモデルが与えられた上で、子供が常に興味と意欲をもてるような手段で、幼児の場合は親に、その後は子供に、充分理解されなければならない。

## 著作
- 『力強き教育』目黒書店・東洋文化叢書 1941
- 『才能教育』才能教育研究会　1948
- 『ヴァイオリン奏法と実習』音楽の友社
- 『私の奏法』音楽之友社　1950
- 『才能は生れつきではない』葦会　1951
- 『鈴木鎮一ヴァイオリン指導曲集　第1巻〜10巻』全音楽譜出版社　1954
- 『学習の仕方　1〜3卷』全音楽譜出版社　1955
- 『育児のセンス』理想社　1956
- 『音楽表現法　上巻』全音楽譜出版社　1958
- 『歩いて来た道』（音楽之友社、1960年）
- 『奏法の哲学 音に座禅して30年』音楽之友社　1960　のち全音楽譜出版社
- 『音の教本』全音楽譜出版社　1960
- 『クライスラーの奏法研究から』明文社　1962
- 『愛に生きる―才能は生まれつきではない』（講談社現代新書、1966年）
- 『才能開発は0歳から』主婦の友社、1969年
- 『幼児の才能教育』明治図書　1969　シリーズ・現代幼児教育新書
- 『鈴木メソードによる幼児の能力開発』三省堂ブックス　1970
- 『バイオリンによる幼児の才能教育』三省堂　1970
- 『才能開発の実際』主婦の友社　1971

## 編著
- 『鈴木鎮一全集』全8巻　双柿舎　1985
- 『鈴木鎮一全集』全9巻 研秀出版　1989

### 作曲
- 子供の幸を／おねがい（才能教育研究会・編纂、全音楽譜出版社、1998年)
- 前奏と名古屋の子守り歌 キラキラ星の主題によるパラフレーズ（才能教育研究会・編纂、全音楽譜出版社、1998年)

### 共著
- 『音楽講座　第9編　絃楽』共著　文芸春秋社　1932
- 『音楽講座 第11篇　室内楽』斎藤秀雄共著 文芸春秋社, 1932
- 『アルス音楽大講座　第6巻　絃楽の実技』共著　アルス　1936
- 『わたくしの幼児開発論 能力はこのように伸びる』井深大,茅誠司共著　講談社　1970

## 伝記など
- 『才能教育・鈴木鎮一の世界』諸江一郎撮影　古今書院　1962
- エヴリン・ハーマン『才能は愛で育つ―鈴木鎮一の人と哲学』畑野将顕訳、角川(主婦の友)、1984年）
- 小島正美『「スズキメソッド」世界に幼児革命を 鈴木鎮一の愛と教育』共同音楽出版社　1985
- ワートラウト鈴木『鈴木鎮一と共に』主婦の友社、1987年
- 本多正明『音楽の車―鈴木鎮一の生涯と才能教育運動によせて』石井清子訳　全音楽譜出版社、2004年）
- 熊谷周子『スズキ・メソードと子供の教育』ドレミ楽譜出版社、2004年
- 井上さつき『日本のヴァイオリン王　鈴木政吉の生涯と幻の名器』2014年　中央公論新社　ISBN 978-4-12-004612-4